# Fort Severn Airport
Fort Severn Airport är en flygplats i Kanada.   Den ligger i provinsen Ontario, i den östra delen av landet, 1 400 km nordväst om huvudstaden Ottawa. Fort Severn Airport ligger 12 meter över havet.
Terrängen runt Fort Severn Airport är mycket platt. Trakten runt Fort Severn Airport är nära nog obefolkad, med mindre än två invånare per kvadratkilometer..
Omgivningarna runt Fort Severn Airport är i huvudsak ett öppet busklandskap.